# David Grace
David Grace (Bradford, 5 mei 1985) is een professioneel snookerspeler uit Engeland. Hij was actief als professioneel speler tussen 2008/2009 en 2011-2018. Sinds 2019 is hij wederom actief op het professionele niveau.  In 2008 won Grace het Europees kampioenschap snooker. Hierdoor was hij actief op het hoogste in het seizoen van 2008/09. 
In 2017 was Grace voor het eerst actief op het wereldkampioenschap. Hier verloor hij in de eerste ronde van Kyren Wilson, met 6-10. In 2023 was hij voor de tweede maal actief op het WK snooker. Hier verloor hij in de eerste ronde van John Higgins, met 3-10.
Twee maal haalde Grace een halve finale op een ranking toernooi. Dit was in het UK Championship van 2015/16 en op het Northern Ireland Open van 2020/21.
Naast het snooker is Grace ook actief als kunstenaar. Hij maakt vooral portretten van andere snookerspelers. 

## Belangrijkste resultaten

### Wereldkampioenschap
Hoofdtoernooi (laatste 32 of beter):
| #  | Seizoen     | Editie  | Prestatie  | Extra                             |
| -- | ----------- | ------- | ---------- | --------------------------------- |
| 1. | 2022 / 2023 | WK 2023 | Laatste 32 | Verloor met 10-3 van John Higgins |